# Прапор Завадівки (Самбірський район)
Пра́пор Завадівки — офіційний символ села Завадівка Львівської області, затверджений 27 жовтня 2023 року сесією Турківської міської ради.
Автор — А. Гречило.

## Опис прапора
Квадратне полотнище, яке складається із шести горизонтальних смуг — білої, відділеної ламано у три виступи зеленої, відділених хвилясто білої, синьої, білої та синьої (співвідношення їхніх ширин на рівні краю становить 4:12:1:1:1:1), на зеленому полі стоїть повернутий до древка жовтий олень.

## Зміст
Олень уособлює стару назву поселення Звіринець, на печатці якого був зображений цей звір. Ламане ділення у главі символічно означає три гори — Звіринець, Кичерку та Шименку, між якими розташоване село. Хвилясті смуги і синій колір в основі символізує річку Стрий, яка протікає територією Завадівки. Зелений колір вказує на щедрі лісові ресурси, а білий — на чисте гірське повітря.